# Foucault (prénom)
Pour les articles homonymes, voir Foucault.
Avant d'être un patronyme, Foucault (ou Foucauld) était à l'époque médiévale un prénom d'origine germanique, attesté à 
l'époque carolingienne (751-987), et probablement dérivé de Folkwald, en latin Folcoaldus, Folcoldus ou Folcadus, d'où le français Foucau(l)d ou Foucau(l)t.
Il est aujourd'hui devenu fort rare, parfois utilisé dans les familles catholiques inspirées par le nom du Père Charles de Foucauld, officier de l'armée française devenu religieux catholique et ermite, et béatifié en 2005 et canonisé le 15 mai 2022 par le pape François.